# Isla del Coco
Isla del Coco er en ø og nationalpark 550 km ud for Costa Ricas kyst. Den har officielt hørt til landet siden 1869. Øen har et areal på 24 km² og er ubefolket, på nær nationalparkens personel.
Øen blev den 4. december 1997 sat på UNESCO's Verdensarvsliste.

## Eksterne link
- Cocos Island National Park - UNESCO World Heritage Centre

- Wikimedia Commons har flere filer relateret til Isla del Coco

5°31′41″N 87°03′40″V / 5.5281°N 87.0611°V